# Nowaje Siało (przystanek kolejowy)
Nowaje Siało (biał. Новае Сяло; ros. Новое Село) – przystanek kolejowy w miejscowości Stanisławowo, w rejonie puchowickim, w obwodzie mińskim, na Białorusi. Położony jest na linii Homel - Żłobin - Mińsk.